# Daniel Toft Jakobsen
Daniel Toft Jakobsen (nascido em 12 de maio de 1978, em Kongens Lyngby) é um político dinamarquês, membro do Folketing pelo partido político dos sociais-democratas. Ele foi eleito para o parlamento nas eleições legislativas dinamarquesas de 2015.

## Carreira política
Jakobsen concorreu pela primeira vez ao parlamento nas eleições de 2011, nas quais recebeu 2.424 votos. Embora não tivesse sido o suficiente para uma cadeira no parlamento, fez dele o substituto secundário dos sociais-democratas no eleitorado da Jutlândia Oriental. Ele serviu como substituto de Kirsten Brosbøl de 23 de outubro de 2012 a 1 de dezembro de 2013 e também fez parte do conselho municipal do município de Hedensted de 2014 a 2015. Ele concorreu novamente na eleição de 2015, onde foi eleito para o parlamento com 4.344 votos, e foi reeleito em 2019 com 4.615 votos.